# Pseudiphra
Pseudiphra is een kevergeslacht uit de familie van de boktorren (Cerambycidae). De wetenschappelijke naam van het geslacht werd voor het eerst geldig gepubliceerd in 1935 door Gressitt.

## Soorten
Pseudiphra omvat de volgende soorten:
- Pseudiphra aenea Holzschuh, 2010
- Pseudiphra albofasciata Hayashi, 1977
- Pseudiphra apicalis (Schwarzer, 1925)
- Pseudiphra bicolor Nara & Kusui, 1974
- Pseudiphra elegans (Villiers & Chûjô, 1970)
- Pseudiphra lumawigi Vives, 2009
- Pseudiphra obscura Gressitt, 1951